# Millettia mossambicensis
Millettia mossambicensis là một loài rau đậu thuộc họ Fabaceae.
Loài này chỉ có ở Mozambique.